# Недвижимость
Недви́жимость — вид имущества, признаваемого в законодательном порядке недвижимым.
К недвижимости по происхождению относятся земельные участки, участки недр и все, что прочно связано с землёй, то есть объекты, перемещение которых без несоразмерного ущерба их назначению невозможно, в том числе здания, сооружения, объекты незавершённого строительства.
Кроме недвижимости по происхождению, в России существует «недвижимость по закону». К ней относят подлежащие государственной регистрации воздушные, морские, космические и подземные суда, суда внутреннего плавания.
Недвижимость может являться предметом лизинга. Залог недвижимости, равно как и получение кредита под залог недвижимости принято называть ипотекой.

## В других языках
В англосаксонской правовой системе разным оттенкам русского слова «недвижимость» соответствуют разные слова: англ. real estate — недвижимость как объекты материального мира (здания, сооружения, земельные участки и т. д.); англ. real property — имущественные права на объекты недвижимости, англ. realty — обобщающий термин.

## Сделки с недвижимостью
В римском праве переход права собственности на недвижимость мог быть осуществлён путём простой, лишённой всяких форм передачи её, а установление сервитута или ипотеки — путём простого договора между одним лицом и другим, не известного третьим лицам.
По германскому же обычному праву переход земли из рук в руки был обставлен различными довольно сложными формальностями (символическая передача земли, инвеститура, Auflassung).
В связи с рецепцией римского права старые германские публичные формы сделок с недвижимостью стали приходить в забвение. Но это вредило развитию ипотеки. Кредитор, предоставлявший кредит под залог недвижимости, никогда не мог быть уверен в том, что на той же недвижимости нет других, ранее установленных закладных прав; вследствие этого такие ссуды были сопряжены с большим риском и поэтому давались на очень тяжёлых условиях.
В связи с этим в конце XVIII века в Европе возник институт ипотечной записки, или ипотечных книг: всякое закладное право на недвижимость теперь имело юридическую силу для третьих лиц только тогда, когда оно было записано в особые книги, ведомые официальными учреждениями и открытые для справок всех заинтересованных лиц. Теперь кредитору было достаточно убедиться в том, что на недвижимость, даваемую ему в залог, в ипотечной книге не значится другого закладного права, и тогда его приоритет на удовлетворение из этой недвижимости был гарантирован.
Но в интересах кредиторов было желательным, чтобы не только закладные права, но вообще всякие права на недвижимость были видны из книги: кредитор стремился обезопасить себя на случай, если залогодатель окажется не имеющим права собственности или на его недвижимость обнаружатся какие-нибудь иные вещные права, существенно понижающие ценность имения, например, право пожизненного пользования третьих лиц.
Ввиду этого в течение XIX века ипотечные книги во всей Европе превратились в поземельные книги. Было установлено правило, что всякий акт, имеющий вещно-правовое значение (передача права собственности, установление залога или сервитута и т. д.), должен быть записан в поземельную книгу, и только с этого момента он получает юридическую силу. Это так называемый принцип публичности всех вещно-правовых актов на недвижимость (или иначе — принцип внесения). Был принят также принцип достоверности поземельных книг: всякая запись в книге имеет полную юридическую силу для третьих лиц даже тогда, когда она не соответствует действительности. Заинтересованные лица могут добиваться исправления поземельной книги, но пока она не исправлена, она считается истинной.
В Российской империи сделки с недвижимостью совершались при посредстве так называемого крепостного порядка. Акты на недвижимость (купчая крепость, закладная крепость и т. д.) должны были быть удостоверены нотариусами, которые заносили их в свои реестры, служившие суррогатом поземельных книг.

### В Российской Федерации
Государственная регистрация прав осуществляется посредством внесения в Единый государственный реестр недвижимости записи о праве на недвижимое имущество, сведения о котором внесены в Единый государственный реестр недвижимости (ЕГРН). Сделки с недвижимостью подлежат обязательной государственной регистрации в случаях, если законом предусмотрена государственная регистрация сделок. Государственной регистрации подлежит переход права собственности по договору. В России регистрацию сделок с недвижимостью осуществляет специальный государственный орган — Федеральная служба государственной регистрации, кадастра и картографии. Существует две формы заключения сделок — нотариальная и простая письменная, имеющие совершенно одинаковую юридическую силу.

### В Республике Беларусь
В Республике Беларусь система государственных организаций в области государственной регистрации состоит из: специально уполномоченного орган государственного управления Республики Беларусь в области государственной регистрации, подчинённого Правительству Республики Беларусь (Госкомимущество), республиканской организации по государственной регистрации (ГУП «Национальное кадастровое агентство»), территориальных организаций по государственной регистрации.
Регистратор республиканской организации по государственной регистрации осуществляет регистрационные действия в отношении предприятия как имущественного комплекса в порядке, установленном Правительством Республики Беларусь.
Территориальные организации по государственной регистрации обладают правом осуществления регистрационных действий в отношении нижеперечисленных объектов недвижимого имущества:
• земельных участков;
• капитальных строений (зданий, сооружений);
• незавершённых законсервированных капитальных строений;
• изолированных помещений, в том числе жилых;
• машино-мест.
В случае, когда недвижимое имущество расположено на территории более чем одного регистрационного округа, регистрационные действия (приём документов, представленных для осуществления государственной регистрации) проводится регистратором республиканской организации по государственной регистрации.
Дальнейшие регистрационные действия совершают регистраторы соответствующих территориальных организаций по государственной регистрации с согласия регистратора республиканской организации по государственной регистрации.
В случае подозрения регистратора в нарушении гражданских прав, заинтересованное лицо может подать жалобу в суд либо в течение года предоставить заявление в соответствующую территориальную или республиканскую организацию по государственной регистрации.
Что касается создания, изменения, прекращения существования недвижимого имущества — в подобных случаях Государственная регистрация может быть признана недействительной лишь в судебном порядке.

## Оценка недвижимости
Оценка недвижимости является одним из самых распространённых видов оценочной деятельности и включает в себя определение стоимости объекта. При этом определяются несколько видов стоимостей, наиболее распространёнными в практике являются: рыночная, ликвидационная, восстановительная, замещения и т. д.

### Рыночная стоимость
Рыночная стоимость характеризует стоимость объекта на сложившемся рынке, при этом стоит учитывать, что рыночная стоимость — это стоимость, по которой приобретёт объект благоразумный покупатель, обладающий всей необходимой информацией. Как правило, данная стоимость применяется при сделках купли-продажи, передачи объекта в залог, определении арендных платежей и т. д.
Эта стоимость и является самой важной к оценке для обычного человека, ибо отражает реальную сложившуюся цену, по которой возможно проведение сделок.
В формировании рыночной цены играют роль несколько факторов:
- Экономический. Увеличение уровня жизни и появление сбережений ведёт к всплеску спроса — ибо недвижимость считается наиболее надёжным и консервативным способом сбережения
- Развитие банковского кредитования — снижает планку по состоятельности к покупателям недвижимости, вызывая увеличение их количества, что в совокупности с ограниченным предложением создаёт сильное давление на цену «снизу».
- Ограничение предложения — в условиях современных городов, сложно находить место под застройку, что приводит к низким темпам строительства, и в совокупности с необходимостью выполнения социальных программ (жильё для очередников, военных и.т.п.) создаёт дефицит предложения.
- Традиционные жилищные проблемы населения — большое количество населения в России, живёт в стеснённых жилищных условиях, либо в арендуемом жильё, что в совокупности с развитием банковского кредитования и повышением уровня жизни ведёт к увеличению спроса и как следствию, увеличению цены.
- Инфраструктурный фактор — России свойственна сильная централизация. Высокий уровень жизни достижим только в крупных городах, что усиливает центростремление населения и формирует спрос на жильё в этих городах. Кроме того, плохая транспортная инфраструктура не даёт развиваться строительству жилья вне крупных транспортных узлов.
- Отсутствие зрелого рынка аренды — рынок аренды недвижимости в России является — «диким», без чётко прописанной законодательной базы, с незакреплёнными правовыми основами. Следовательно, потребители стараются любыми путями перейти из класса арендаторов в класс собственников, права которых защищены гораздо лучше — формируя спрос.
- Психологический фактор — покупатели, принимая решение о покупке производят сравнение вариантов — исходя из текущих уровней цен. И понятие «дорого»/«дёшево» формируется под воздействием среднерыночных цен на тот или иной объект недвижимости. То есть если объект недвижимости стоит выше среднерыночной цены за подобные объекты, то это «дорого», а если ниже то «дёшево». При этом в расчёт принимается не абсолютная, а относительная стоимость недвижимости.

На сложившемся рынке недвижимости для определения Рыночной Цены проводится так называемый сравнительный анализ подобных объектов. Сравниваются цены предложений при прочих равных условиях. Цена предложения может отличаться от цены покупки (цены сделки) за счёт торга или особых условий сделки. Для первичного анализа и отслеживания ценового тренда используется понятие средняя цена.

### Ликвидационная стоимость
это стоимость, которую можно получить при продаже оцениваемого объекта за ограниченный срок времени. Данная стоимость всегда ниже или равна рыночной.
На английском salvage value, liquidating value, liquidation value, residual value (русско-английский словарь)

### Восстановительная стоимость
это стоимость строительства нового здания или сооружения, применяется в основном при оформлении договоров страхования, при которых при наступлении страхового случая производится выплата, равная стоимости нового сооружения без учёта амортизации (износа).

### Стоимость замещения
это стоимость строительства нового здания/сооружения с учётом накопленного износа. Данная стоимость используется при определении рыночной стоимости (к ней прибавляется стоимость земельного участка) и при назначении страховых выплат, именно по этой стоимости были застрахованы небоскрёбы WTC.

### Документы, необходимые для проведения экспертизы недвижимости
- документы, обозначающие физические границы объектов недвижимости, к которым можно отнести копию геодезических планов или карт с описанием и обозначением местоположения оцениваемых объектов,
- документы из БТИ (бюро технической инвентаризации),
- данные о постройках и сооружениях, имеющихся на территории оцениваемых объектов недвижимости,
- документы, подтверждающие права собственности на землю,
- документы по обременённости данного объекта недвижимости (если таковые имеются), к которым относятся документы о залоге, аренде, соглашения, договоры, специальные налоговые обложения, долговые обязательства и т. п.)

## Девелопмент недвижимости
Девелопмент недвижимости, с точки зрения его материально-вещественного содержания, включает в себя две основные составляющие:
- проведение строительных или иных работ над зданиями и землёй;
- изменение функционального использования зданий или земли.

## Налогообложение недвижимости
Согласно Налоговому кодексу Российской Федерации налогообложению подвергаются операции продажи недвижимости (плательщик — продавец). Законодательством предусмотрены вычеты на сумму доходов при определённых условиях (долгих сроках владения, низкой суммы продаваемой недвижимости, родства с дарителем или наследодателем). При этом, в любом случае, гражданин, реализовавший в отчётном периоде объект недвижимости, согласно Налоговому Кодексу обязан подать декларацию о доходах (пусть даже и «нулевую»).
В международной практике применяется принцип налогообложения недвижимости по месту её нахождения. Но недвижимость, как и доход от неё, могут дополнительно облагаться налогами по месту проживания владельца. В некоторых случаях может присутствовать двойное налогообложение.
При покупке недвижимости происходит передача права собственности, сопровождающаяся уплатой налогов в разных формах: земельный налог, налог на передачу документов, гербовый сбор и др. Эти налоги могут составлять 5 % и более цены покупки. В частности, в Греции эти налоги могут доходить до 11 %.
Во многих странах при покупке новой недвижимости уплачивается не налог на передачу права собственности, а налог с продаж или НДС. Ставка НДС в большинстве европейских стран составляет около 20 %. По континентальному гражданскому праву, как правило, требуется также уплата нотариальных и регистрационных сборов.
В странах общего права сделки регистрируются государством в учреждениях, эквивалентных бюро технической инвентаризации и/или кадастру. В странах Британского содружества обычно используется система Торренса (центральная база данных, являющаяся источником неоспоримых прав на недвижимость).

## Мобильная недвижимость
Сама идея передвижных домов не нова, но она вновь стала актуальной в связи с ипотечным кризисом 2008 года в США: за год их производство выросло на 19 %, а клиентами компаний, производящих такую «недвижимость», стали врачи, юристы, пенсионеры. К тому же на мобильный дом нельзя наложить аресты по судебным и исполнительным листам, а затраченные на строительство такого жилья средства возвращаются через 2-3 месяца (вместо убытков по 20-летним банковским кредитным ставкам). Ещё один плюс — поставить дом можно и на собственном участке земли, и на арендном. Передвижные дома изготовлены по современным технологиям, максимально комфортны, относительно дёшевы и не требуют большого количества строительных материалов. Стоимость передвижного дома зависит от его размера — от 50 до 90 тыс. $.
В России передвижные дома для массового пользователя пока не выпускаются, они, в основном, предназначены для образования временных посёлков при строительстве дорог, на нефтегазодобыче, в долговременных геологических экспедициях. По уровню комфорта, как говорят российские компании-производители «мобильной недвижимости», их дома не уступают городским квартирам, а использовать их можно в любых климатических условиях. Стоимость зависит от количества жильцов и назначения такого дома — от 630 тысяч до 2,5 млн рублей.

## Недвижимость как объект инвестирования
Плюсы:
- Безопасность. Вложения в недвижимость (около 15-25 % в структуре собственности) позволяют хеджировать риск акций и облигаций[2].
- Доходность выше инфляции[источник не указан 3348 дней].
- Стабильность и прогнозируемость. Сдача недвижимости в аренду даёт возможность получать относительно стабильный доход[источник не указан 3348 дней].

Минусы:
- Низкая ликвидность — быстро получить деньги, продав актив, не получится.
- Необходимость тратить время на поддержание актива.
- Дополнительные риски: пожар, залив, кража и т. п.
- Невысокая доходность (по сравнению с акциями и облигациями)[2].

В 2016 году богатейшие люди мира инвестировали в жилую и коммерческую недвижимость в среднем 35 % своих состояний[значимость факта?].
В январе 2022 Московская биржа запустила фьючерс на индекс московской недвижимости HOME, который позволяет зарабатывать на росте или падении цен на столичную недвижимость. Для торговли фьючерсом инвестор должен открыть брокерский счет.